# Mickaël Delage
Pour les articles homonymes, voir Delage.
Mickaël Delage, né le 6 août 1985 à Libourne, est un coureur cycliste français, professionnel de 2005 à 2021.

## Biographie
Mickaël Delage commence le cyclisme à l'Union Cycliste Montponnaise (UCM) à Montpon-Ménestérol, en Dordogne. Il est champion d'Aquitaine en catégorie minimes en 1999 et cadet en 2000. Après un passage par l'Entente Sud Gascogne, cet espoir d'un mètre 80 passe professionnel chez La Française des jeux en 2005. 
En 2006, il participe à son premier grand tour, le Tour d'Italie, dont il est le plus jeune participant. Il participe au Tour de l'Avenir dont il gagne la première étape à Charleroi, et porte le maillot jaune le lendemain. Il doit cependant abandonner ce jour-là, à la suite d'une chute collective à l'arrivée. 
En 2007, il dispute son premier Tour de France et critique ouvertement Patrik Sinkewitz, contrôlé positif, ce qui lui vaut des intimidations de la part de plusieurs coureurs dont Cristian Moreni. Il participe ensuite au Tour d'Espagne. Coéquipier de Philippe Gilbert, il l'aide à remporter Paris-Tours 2008,.

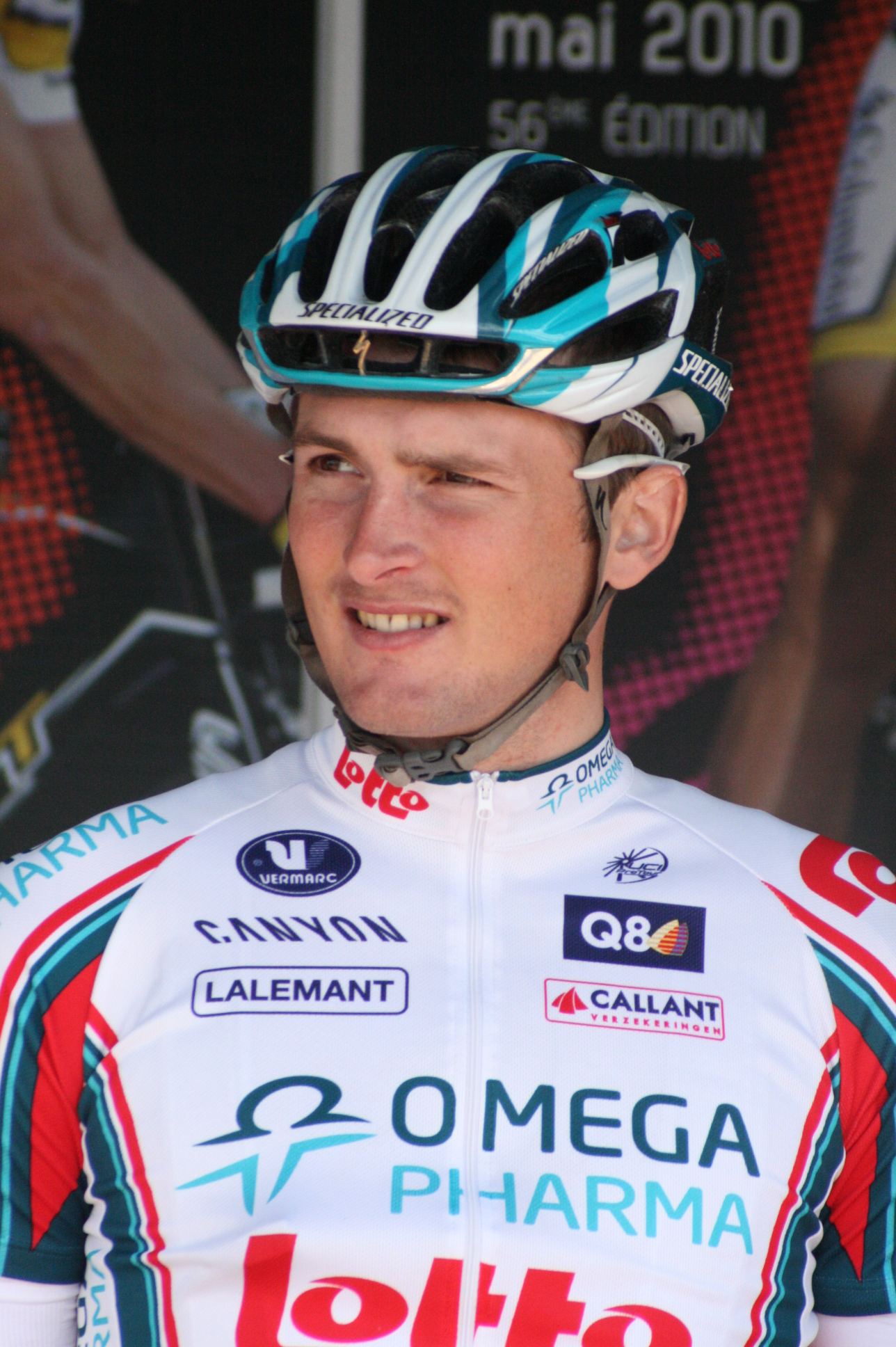
Mickaël Delage lors des Quatre Jours de Dunkerque 2010.

En 2009, il rejoint l'équipe belge Silence-Lotto, en compagnie de Philippe Gilbert. Il participe au Tour de France avec Cadel Evans pour leader. Le mois suivant, il prend la deuxième place de la Classique de Saint-Sébastien après le déclassement de Carlos Barredo. 
En 2010 il est troisième du championnat de France sur route. Il participe à nouveau au Tour de France, cette fois avec Jurgen Van den Broeck pour leader. Ses bons résultats récents lui permettent de pouvoir tenter sa chance lors de certaines étapes. Il chute cependant lors de la deuxième étape. Touché aux côtes et au visage, il doit abandonner. Il prend part à la fin de l'été au Tour d'Espagne. Échappé lors de la deuxième étape, il porte pendant une journée le maillot bleu de leader du classement de la montagne. Il abandonne une semaine plus tard. Déçu par l'encadrement d'Omega Pharma-Lotto, notamment pour son manque de soutien logistique au championnat de France, il quitte cette équipe en fin d'année 2010.
Approché par BMC et Garmin, il revient dans l'équipe FDJ en 2011. Il participe au Tour de France en juillet. Échappé lors des troisième et onzième étapes, il se voit attribuer le prix de la combativité à ces deux occasions.
En 2012, il est le lanceur des sprints (« poisson-pilote ») d'Arnaud Démare, notamment dans la Vattenfall Cyclassics remportée par celui-ci. Il est sélectionné pour les championnats du monde sur route et doit y tenir le rôle d'équipier pour Thomas Voeckler. 
En avril 2013, il obtient sa deuxième victoire sur la Roue tourangelle. Le mois suivant, il se fracture un métacarpe en tombant et doit observer trois semaines de convalescence.
Delage est sélectionné pour la course en ligne des championnats du monde 2015 de Richmond. Les chefs de file français sont les sprinteurs Nacer Bouhanni et Arnaud Démare ainsi que les puncheurs Julian Alaphilippe et Tony Gallopin.
En 2016, Delage fait partie de l'équipe FDJ qui remporte la première étape de La Méditerranéenne disputée en contre-la-montre par équipes, ce qui est une première pour la formation française dans son histoire. En août, une chute lors de l'EuroEyes Cyclassics à Hambourg, lui fracture une côte.
Au deuxième semestre 2017, il participe au Tour de France mais quitte l'épreuve au soir de la neuvième étape comme son leader Arnaud Démare. Il est également sélectionné par Cyrille Guimard pour les championnats d'Europe de cyclisme route.
Fin juillet 2019, il est sélectionné pour représenter la France aux championnats d'Europe de cyclisme sur route.
En raison d'une blessure à un genou traitée chirurgicalement, Delage ne commence sa saison 2021 que le 15 juin lors de Paris-Camembert. Après 17 ans de courses au niveau professionnel, il arrête sa carrière en septembre 2021, après Paris-Chauny.

## Palmarès sur route

### Palmarès amateur
- 1999
  - Champion d'Aquitaine sur route minimes
- 2000
  - Champion d'Aquitaine sur route cadets
- 2002
  - 2e étape du Giro della Lunigiana
  - 2e de La Bernaudeau Junior
- 2003
  - Prix de Mussidan
- 2004
  - Vienne Classic espoirs
  - Grand Prix des Fêtes de Lagorce-Laguirande
  - Tour du Pays d'Allier
  - Prix des Moulins
  - 2e du Grand Prix d'Oradour-sur-Vayres
  - 2e du Grand Prix de Puy-l'Évêque

### Palmarès professionnel
- 2006
  - 1re étape du Tour de l'Avenir
- 2008
  - 4e du Tour Down Under
- 2009
  - 2e de la Classique de Saint-Sébastien[n 3]
- 2010
  - 3e du championnat de France sur route
- 2012
  - 3e de Cholet-Pays de Loire
  - 3e du Grand Prix de la Somme
- 2013
  - Roue tourangelle
- 2016
  - 1re étape de La Méditerranéenne (contre-la-montre par équipes)

### Résultats sur les grands tours

#### Tour de France
6 participations
- 2007 : 117e
- 2009 : 101e
- 2010 : abandon (2e étape)
- 2011 : 132e
- 2014 : 143e
- 2017 : hors délais (9e étape)

#### Tour d'Italie
3 participations
- 2006 : 129e
- 2012 : 144e
- 2016 : 148e

#### Tour d'Espagne

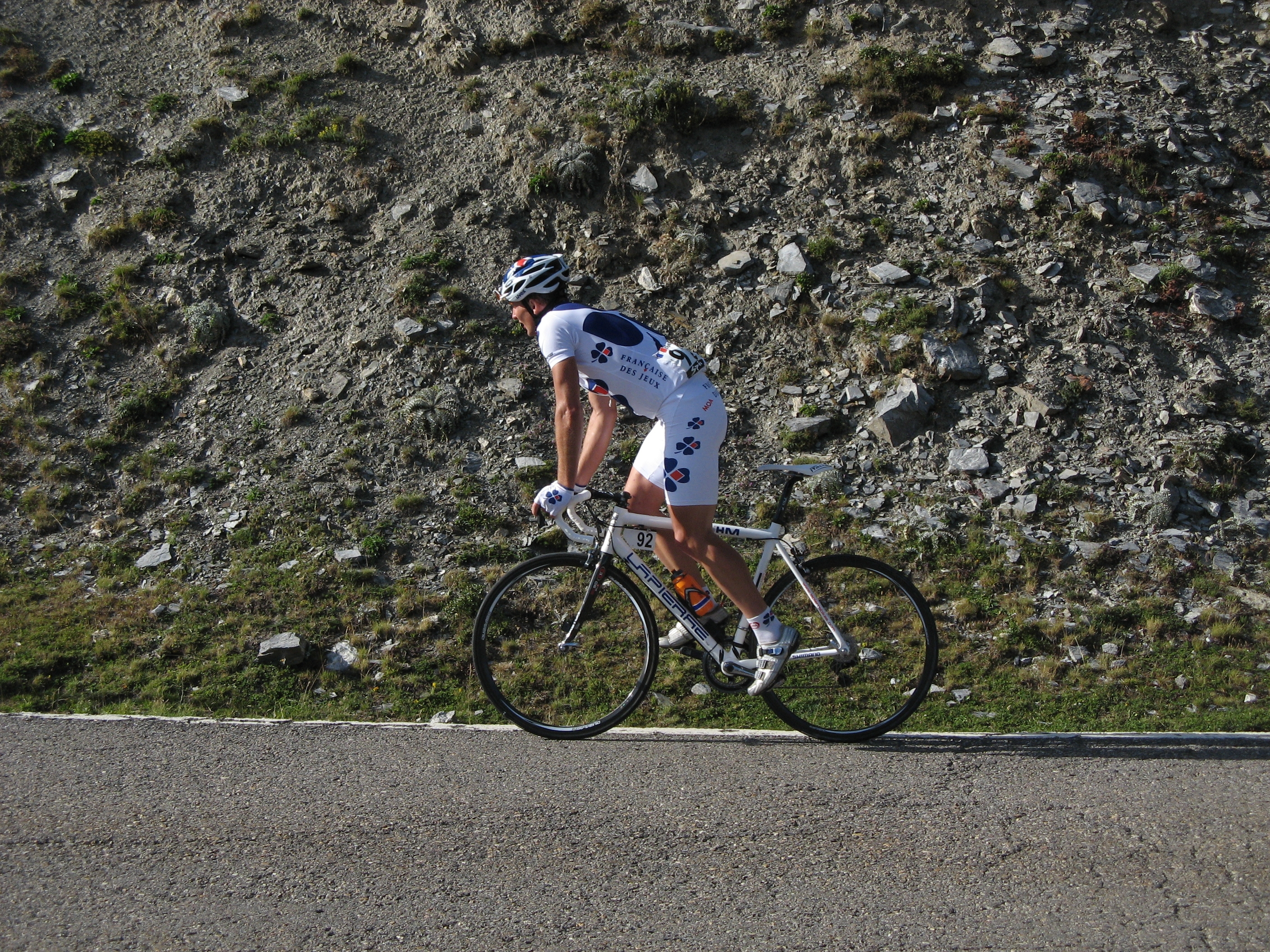
Lors du Tour d'Espagne 2008.

8 participations
- 2007 : non-partant (15e étape)
- 2008 : 103e
- 2009 : 73e
- 2010 : abandon (9e étape)
- 2015 : 109e
- 2018 : 112e
- 2019 : non-partant (3e étape)
- 2020 : 142e

### Classements mondiaux
| Année                                 | 2008 | 2009 | 2010 | 2011 | 2012 | 2013 | 2014 | 2015 | 2016 | 2017  | 2018  | 2019  |
| ------------------------------------- | ---- | ---- | ---- | ---- | ---- | ---- | ---- | ---- | ---- | ----- | ----- | ----- |
| UCI ProTour                           | 43e  |      |      |      |      |      |      |      |      |       |       |       |
| Calendrier mondial                    |      | 88e  | nc   |      |      |      |      |      |      |       |       |       |
| UCI World Tour                        |      |      |      |      | nc   | nc   | nc   | nc   | nc   | 381e  | nc    |       |
| Classement mondial                    |      |      |      |      |      |      |      |      | 746e | 1758e | 1572e | 1323e |
| UCI Europe Tour                       |      |      |      | 167e |      |      |      |      | 532e | 1383e | 1007e | 911e  |
|                                       |      |      |      |      |      |      |      |      |      |       |       |       |
| Légende : nc = non classéSource : UCI |      |      |      |      |      |      |      |      |      |       |       |       |

## Palmarès sur piste

### Championnats du monde juniors
- 2003
  -  Médaillé de bronze de la course aux points juniors

### Championnats de France
- 2003
  -  Champion de France de poursuite par équipes juniors (avec Mickaël Malle, Jonathan Mouchel et Yannick Marié)
  -  Champion de France de l'américaine juniors (avec Jonathan Mouchel)
- 2004
  -  Champion de France de poursuite par équipes (avec Fabien Patanchon, Matthieu Ladagnous, Cédric Agez et Jonathan Mouchel)
  -  Champion de France de la course aux points espoirs
  - 2e de l'américaine
- 2006
  -  Champion de France de poursuite par équipes (avec Matthieu Ladagnous, Jonathan Mouchel, Sylvain Blanquefort et Mikaël Preau)